# Romain Hamouma
Romain Hamouma (Lure, Francia, 29 de marzo de 1987) es un exfutbolista francés que jugaba en la posición de delantero.

## Biografía

### Inicios
Hamouma empezó su carrera futbolística en el Besançon en 2005, en 2009 fichó por el Stade Lavallois, allí juega 37 partidos y marca 10 goles.

### SM Caen
Sus buenas actuaciones atrae el interés de diversos clubes, pero finalmente, lo ficha el S. M. Caen en 2010 por un millón de euros. En su primera temporada juega en el segundo equipo pero a la siguiente juega en el primer equipo, juega 21 partidos y marca 9 goles. En su tercera temporada realiza la mejor campaña jugando 35 partidos y marcando 5 goles. Esta gran temporada no es suficiente para que el Caen no descienda, pero atrae el interés de clubes como el Girondins de Burdeos, Olympique de Marseille o París Saint-Germain.

### Saint-Etienne
El 20 de julio de 2012 se confirma su fichaje por los 'verdes' por cuatro millones de euros más 2 en objetivos y firma un contrato de cuatro temporadas. Juega su primer su partido de titular. Logra un doblete en un partido de Copa de la Liga contra el Sochaux.

## Clubes
| Club                | País    | Año       |
| ------------------- | ------- | --------- |
| Besançon RC         | Francia | 2005-2009 |
| Stade Laval         | Francia | 2009-2010 |
| S. M. Caen          | Francia | 2010-2012 |
| A. S. Saint-Etienne | Francia | 2012-2022 |
| A. C. Ajaccio       | Francia | 2022-2023 |